# Ліроконіт
Ліроконі́т — рідкісний мінерал, основний водний арсенат міді й алюмінію острівної будови. Назва походить від грецьких слів «лірос» — блідий і «коніа» — порох, що вказує на блідий колір риски, яку залишає на порцеляновій поверхні цей мінерал.

## Опис

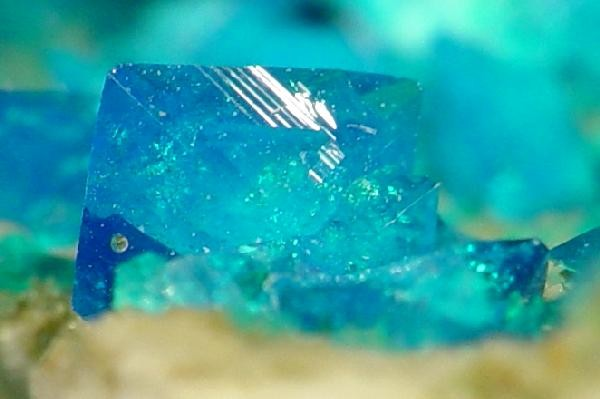
Кристали ліроконіту великим планом

Хімічна формула: Cu2Al [(OH)4 | AsO4]•4H2O.
Містить (%): CuO — 36,74; Al2O3 — 11,77; As2O5 — 26,53; H2O — 24,96. Домішки P2O5. Молекулярна маса 433.08.
Сингонія моноклінна. Вид призматичний.
Форми виділення: кристали пірамідального обрису та зернисті агрегати.
Густина 3,0. Твердість 2-3,0.
Колір небесно-блакитний, рідше зелений.
Спайність недосконала.
Розчиняється в аміаці та кислотах. На вугіллі сплавляється, видаючи запах арсену, в темно-бурий шлак з окремими зернятками міді.

## Родовища
Вперше знайдений в 1825 році (F. Mohs) у копальнях Девона і Корнвола (Англія). Зустрічається разом з лімонітом, корнавалітом, страшимирітом, кліноклазом, олівенітом, малахітом, купритом, халькофілітом в родовищах Німеччині, Франції, Австралії, Словаччини (Банська Бистриця), США (штати Нью-Джерсі і Каліфорнія).